# 细雅白粉菌
细雅白粉菌（学名：Erysiphe gracilis）是属于白粉菌目白粉菌科白粉菌属的一种真菌，寄生在栎属植物上。该种分布于中国、日本。
其种加词“gracilis”意为“纤细的”。